# Hans Bolza
Hans Bolza (* 20. September 1889 in Zell am Main; † 6. Juni 1986 in Würzburg) war ein deutscher Unternehmer. Er war Generaldirektor und langjähriger Vorstandsvorsitzender des traditionsreichen Würzburger Druckmaschinenunternehmens Koenig und Bauer sowie IHK-Präsident in Würzburg von 1945 bis 1961. Er erreichte den Bildungsgrad eines Diplom-Ingenieurs, eines Doktors der Philosophie, eines Doktors der Wirtschafts- und Sozialwissenschaften, und wurde zum Ehrendoktor ernannt. Hans Bolza ist Autor mehrerer Bücher.

## Leben
Hans Bolza wurde 1889 geboren und war der Urenkel des Erfinders der Zylinderdruckmaschine Friedrich Koenig. Sein Vater Albrecht Bolza, Sohn von Friedrichs Tochter Luise Koenig und Moritz Bolza, trat 1886 in die Firma ein. Unter seiner Leitung wurde ein Werksneubau am heutigen Standort auf der rechten Mainseite (1901) errichtet und 1905 die Schnellpressenfabrik Koenig & Bauer in eine GmbH umgewandelt.
1919 begann Hans Bolza in der Firma „Koenig und Bauer“ zu arbeiten. Unter seiner Leitung erfolgte die Umwandlung in eine Aktiengesellschaft (1920), die Übernahme der Schnellpressenfabrik Bohn & Herber in Würzburg und 1937 der Bau des ersten Klappenfalzapparates. Durch den Zweiten Weltkrieg wurden beide Werke zerstört. 1945 wurde Hans Bolza durch die Besatzungsbehörden als Präsident der IHK Würzburg eingesetzt.
Da seine beiden eigenen Söhne früh verstorben waren und er die Familiennachfolge an der Unternehmensspitze sichern wollte, adoptierte Hans Bolza 1959 den seit 1951 bei Koenig und Bauer tätigen Techniker Hans-Bernhard Schünemann (1926–2010). Dieser hatte 1954 die umschaltbare Bogentiefdruckmaschine Rembrandt konstruiert. Schünemann stammte aus einer alteingesessenen Bremer Verleger- und Druckerfamilie. Seit dieser Zeit tragen er und seine Nachkommen den Doppelnamen Bolza-Schünemann. 1971 übernahm Hans-Bernhard Bolza-Schünemann den Vorstandsvorsitz.
Hans Bolza starb 1986.

## Veröffentlichungen
Hans Bolza ist Autor oder Mitautor folgender Veröffentlichungen
- Staatsbankrott? Inflation? Neues Geld? Abstempelung? Neue Steuern? Antworten auf aktuelle Fragen; Würzburg, Schöningh, 1946
- Grundriß einer systematischen Wirtschaftslehre. 1. Band. 2., erweiterte Auflage; Verlag: Stuttgart, Kohlhammer, 1947
- Was sind Zahlungsmittel?, Schöningh, 1948
- Grundsätzliches zur staatlichen Finanz- und Steuerpolitik, 1950
- Friedrich Koenig und die Erfindung der Druckmaschine, in: Technikgeschichte 34, 1967
- Der Wirtschaftsablauf in ökonometrischer Sicht, Westdeutscher Verlag, 1967
- Das Denkschema der Erneuerung als Leitgedanke der wirtschaftlichen Abrechnung, Kirschbaum, 1970
- Währungsverfall zerstört die Wirtschaftsordnung - Eine Diagnose, 1971
- Die Elemente der Ökonometrie; Springer, 1971

## Ehrungen
- 1956: Ehrenmitgliedschaft des Vereins Deutscher Ingenieure (VDI)[4]
- 1959: Bayerischer Verdienstorden
- 1968: Ehrenring der Stadt Würzburg